# Miliardtina
Miliardtina je pojem, který v desítkové soustavě představuje číslo. Desítková soustava uznává dva základní druhy zápisu. V krátké soustavě se vůbec o číslo nejedná, jelikož ho tato soustava vůbec nezná . V dlouhé soustavě, která se používá v Česku představuje číslo 10−9 (0,000000001).